# Comuna Varde (1970-2006)
Varde (Varde Kommune) a fost o comună din comitatul Ribe Amt, Danemarca, care a existat între anii 1970-2006. Comuna avea o suprafață totală de 251,41 km² și o populație de 20.068 de locuitori (în 2003), iar din 2007 teritoriul său face parte din comuna Varde.
1. ↑  Danske borgmestre 1970-2018 (PDF)